# 4. årtusinde f.Kr.
Årtusinder: 5. årtusinde f.Kr. – 4. årtusinde f.Kr. – 3. årtusinde f.Kr.

## Begivenheder
- Ca. 3500 f.Kr. – Sumerisk kileskrift anvendes for første gang.
- Ca. 3500 f.Kr. rejses stenrækkerne ved Carnac i Bretagne.
- Ca. 3100 f.Kr. er skriften i brug i Uruk (Sumer).
- sejlet i brug ved sejlads på Nilen.
- Nagada-kulturen opstår ca. 3800 f.Kr.